# گره فارسی
گره فارسی یا گره سنه (سنندج) نوعی روش گره زدن در قالیبافی به صورت نامتقارن است. گره‌های فارسی را با نام‌های دیگری مانند سنه، نامتقارن و… هم می‌شناسند. گره فارسی بر روی سه نوع چله قالی پایه‌گذاری می‌شود. گردش نخ خامه در زیر و روی تار گره فارسی را به وجود می‌آورد. نحوه گره زدن به این صورت است که نخ در روی یکی از گره‌ها که تار رو می‌باشد گردش کرده و از پشت تار زیر عبور می‌کند.

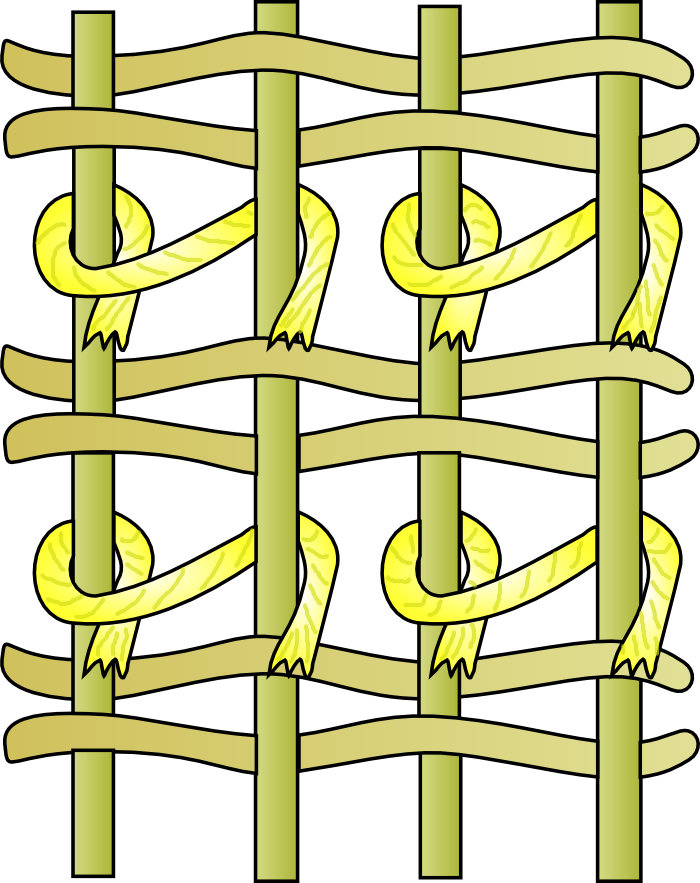
گره فارسی در قالی